# Samsung Card
Samsung Card là công ty thẻ tín dụng lớn nhất Hàn Quốc, trụ sở chính đặt tại Seoul, Samsung Card sáp nhập với Samsung Capital vào năm 2005. Công ty thuộc sở hữu của Samsung Electronics (35.3%) và Samsung Life Insurance (26.4%). Samsung Card được thành lập vào năm 1988, khởi đầu là một công ty kỹ thuật và kinh doanh được cấp phép bởi Samsung Electronics.